# Zbigniew Ziejewski
Zbigniew Ziejewski (ur. 28 listopada 1958 w Morągu) – polski polityk, samorządowiec i przedsiębiorca, w latach 2014–2015 starosta nowomiejski, poseł na Sejm IX i X kadencji, w latach 2023–2025 sekretarz stanu w Ministerstwie Aktywów Państwowych.

## Życiorys
Absolwent studiów rolniczych na Akademii Rolniczo-Technicznej w Olsztynie. Kształcił się też podyplomowo z zarządzania i organizacji na Uniwersytecie Mikołaja Kopernika w Toruniu oraz z szacowania i wyceny nieruchomości na Politechnice Gdańskiej. W 1993 został prezesem rolniczego przedsiębiorstwa produkcyjno-usługowo-handlowego „Ziemar” w Szwarcenowie. Członek rady nadzorczej w Zakładzie Gospodarki Komunalnej w Kurzętniku. Został przewodniczącym powiatowej izby rolniczej, a od 2005 do 2007 kierował Warmińsko-Mazurską Izbą Rolniczą.
W 2007 został skazany na karę 5 tys. zł grzywny za posługiwanie się sfałszowanymi fakturami.
Zaangażował się w działalność polityczną w ramach Polskiego Stronnictwa Ludowego. Został skarbnikiem jego struktur w województwie warmińsko-mazurskim, a także członkiem rady naczelnej partii. Wybierany na przewodniczącego struktur PSL w powiecie nowomiejskim. W 1998, 2002, 2006 i 2014 uzyskiwał mandat w radzie powiatu nowomiejskiego. Sprawował funkcję przewodniczącego rady, a od grudnia 2014 do lutego 2015 był starostą nowomiejskim. W 2011 i 2015 bez powodzenia kandydował do Sejmu, a w 2018 do sejmiku warmińsko-mazurskiego.
W wyborach parlamentarnych w 2019 uzyskał mandat posła na Sejm RP IX kadencji w okręgu elbląskim (zdobył 9028 głosów). W wyborach w 2023 z powodzeniem ubiegał się o poselską reelekcję z ramienia koalicji Trzecia Droga (z wynikiem 12 695 głosów). W grudniu tego samego roku powołany na urząd sekretarza stanu w Ministerstwie Aktywów Państwowych. 13 marca 2025 portal Wirtualna Polska opublikował artykuł wskazujący na problemy prawne polityka, a także opisujący jego spór prawny z Krajowym Ośrodkiem Wsparcia Rolnictwa, który podlegał mu jako wiceministrowie w pewnych obszarach, co wywołało zarzuty o konflikt interesów. Tego samego dnia Zbigniew Ziejewski złożył rezygnację z pełnionej funkcji rządowej, która następnego dnia została przyjęta.

## Życie prywatne
Zawarł związek małżeński, ma dwoje dzieci. Działacz ochotniczej straży pożarnej.

## Odznaczenia
Odznaczony m.in. Złotym (2011) i Srebrnym (2001) Krzyżem Zasługi, Medalem „Za zasługi dla Ruchu Ludowego” im. Wincentego Witosa, odznaką honorową „Zasłużony dla Rolnictwa”, odznaką honorową „Zasłużony dla Warmii i Mazur” oraz Srebrnym Medalem „Za Zasługi dla Pożarnictwa”.